# Ben Swift
Ben Swift (Rotherham, South Yorkshire, 6 de desembre de 1987) és un ciclista anglès, professional des del 2007. Actualment corre a l'Ineos Grenadiers.
Combina el ciclisme en pista, en què arribà a proclamar-se campió del món de persecució junior, amb la carretera, en la qual els seus majors èxits han estat dues etapes al Tour Down Under de 2011, una al Tour de Romandia del mateix any i dues en la Volta a Polònia del 2012.

## Palmarès en pista
- 2004
  -  Campió del Regne Unit de puntuació junior
- 2005
  - 1r a la UIV Cup Dortmund, amb Geraint Thomas
- 2007
  -  Campió d'Europa sub-23 en Persecució per equips (amb Peter Kennaugh, Steven Burke i Jonathan Bellis)
- 2012
  -  Campió del món en Scratch

## Palmarès en ruta
- 2007
  - Vencedor d'una etapa del Giro de les Regions i 1r de la classificació de la muntanya
  - Vencedor de la classificació de la muntanya de la Volta a la Gran Bretanya
- 2008
  - 1r a la Coppa della Pace
  - 1r a la Coppa G. Romita
  - Vencedor d'una etapa del Giro de la Vall d'Aosta
- 2009
  - Vencedor d'una etapa de la Volta a la Gran Bretanya
- 2010
  - 1r al Tour de Picardia i vencedor d'una etapa, de la classificació dels punts i dels joves
- 2011
  - Vencedor de 2 etapes del Tour Down Under
  - Vencedor d'una etapa al Tour de Romandia
  - Vencedor d'una etapa a la Volta a Castella i Lleó
  - Vencedor d'una etapa a la Volta a Califòrnia
- 2012
  - Vencedor de 2 etapes de la Volta a Polònia i 1r de la classificació per punts
- 2014
  - Vencedor d'una etapa de la Setmana Internacional de Coppi i Bartali
  - Vencedor d'una etapa de la Volta al País Basc
- 2015
  - Vencedor d'una etapa a la Setmana Internacional de Coppi i Bartali
- 2019
  -  Campió del Regne Unit en ruta
- 2021
  -  Campió del Regne Unit en ruta

### Resultats al Giro d'Itàlia
- 2009. 132è de la classificació general
- 2014. 113è de la classificació general
- 2020. 18è de la classificació general
- 2022. 66è de la classificació general
- 2023. 61è de la classificació general

### Resultats a la Volta a Espanya
- 2010. Abandona (3a etapa)
- 2012. 121è de la classificació general

### Resultats al Tour de França
- 2011. 137è de la classificació general
- 2017. 83è de la classificació general